# Сопер (Оклахома)
Сопер (англ. Soper) — місто (англ. town) в США, в окрузі Чокто штату Оклахома. Населення — 225 осіб (2020).

## Географія
Сопер розташований за координатами 34°1′56″ пн. ш. 95°41′47″ зх. д. / 34.03222° пн. ш. 95.69639° зх. д. (34.032231, -95.696291).  За даними Бюро перепису населення США в 2010 році місто мало площу 0,70 км², уся площа — суходіл.

## Демографія
Згідно з переписом 2010 року, у місті мешкала 261 особа в 119 домогосподарствах у складі 68 родин. Густота населення становила 373 особи/км².  Було 153 помешкання (218/км²).
Расовий склад населення:
| - 66,7 % — білих - 18,8 % — корінних американців - 3,8 % — чорних або афроамериканців - 1,1 % — осіб інших рас |

До двох чи більше рас належало 9,6 %. Частка іспаномовних становила 2,7 % від усіх жителів.
За віковим діапазоном населення розподілялося таким чином: 21,8 % — особи молодші 18 років, 59,0 % — особи у віці 18—64 років, 19,2 % — особи у віці 65 років та старші. Медіана віку мешканця становила 45,5 року. На 100 осіб жіночої статі у місті припадало 83,8 чоловіків;  на 100 жінок у віці від 18 років та старших — 85,5 чоловіків також старших 18 років.
Середній дохід на одне домашнє господарство  становив 39 391 долар США (медіана — 23 125), а середній дохід на одну сім'ю — 54 896 доларів (медіана — 43 750). За межею бідності перебувало 27,2 % осіб, у тому числі 36,1 % дітей у віці до 18 років та 25,9 % осіб у віці 65 років та старших.
Цивільне працевлаштоване населення становило 66 осіб. Основні галузі зайнятості: освіта, охорона здоров'я та соціальна допомога — 34,8 %, публічна адміністрація — 13,6 %, виробництво — 13,6 %.